# Раддац, Эрнест-Август Фердинандович
Эрнест-Август Фердинандович Раддац (27 июня 1868, Гельсингфорс — 6 марта 1918) — русский генерал-лейтенант, герой Первой мировой войны.

## Биография
Лютеранин. Из дворян. Получил домашнее образование.
В 1891 году окончил Николаевское кавалерийское училище, откуда выпущен был корнетом во 2-й драгунский Санкт-Петербургский полк. 28 октября 1893 года переведен в лейб-гвардии Гродненский гусарский полк, а 6 декабря 1895 года произведен в поручики. 26 января 1896 года вышел в запас гвардейской кавалерии. 14 января 1903 года произведен в штабс-ротмистры.
С началом русско-японской войны, 1 февраля 1904 года определен в 1-й Нерчинский казачий полк с переименованием в есаулы. Командовал сотней один год и 7 месяцев. Был командиром конвоя командующего 1-й Маньчжурской армией, затем командиром конвоя Главнокомандующего на Дальнем Востоке. Будучи ранен, состоял в Александровском комитете о раненых. За боевые отличия был награждён четырьмя орденами и произведен в войсковые старшины 17 сентября 1905 года. По окончании войны был командиром дивизиона в течение двух лет и 8 месяцев. 2 ноября 1908 года назначен командующим 1-м Амурским казачьим полком, а 4 декабря 1909 года произведен в полковники «за отличие по службе», с утверждением в должности.
23 октября 1913 года назначен командиром 1-го Сибирского казачьего полка, с которым и выступил на Кавказский фронт Первой мировой войны. Был удостоен ордена Святого Георгия 4-й степени
За то, что во время боя 21 декабря 1914 года под Ардаганом, будучи послан с полком отрезать туркам путь отступления, обошёл Ардаган с запада и в наступающих сумерках и тумане обнаружил отходящую турецкую колонну; в конном строю атаковал и истребил её, около 200 человек взято было в плен и 500 трупов осталось на месте.
и пожалован Георгиевским оружием
За то, что во главе отряда, состоявшего из 11 сотен конницы с 2 конными орудиями и 6 рот пехоты, занимая, вследствие условий местности и малочисленности отряда, растянутое до 25 вёрст расположение, в последовательном ряде боев с 31 декабря 1914 года по 13 января 1915 года у д.д. Нориман, Еникей, Векшисор и Петкир, лично руководя боем, отражал многочисленные яростные атаки превосходных сил противника, обходившего его оба фланга.
4 февраля 1915 года назначен командующим Сибирской казачьей бригадой, а 8 сентября того же года произведен в генерал-майоры с утверждением в должности. 25 мая 1916 года назначен командующим 1-й Кавказской казачьей дивизией. В 1917 году был произведен в генерал-лейтенанты.
В начале 1918 года вывел свою дивизию на Кубань. Офицерский состав дивизии был арестован большевиками в Армавире. Расстрелян с другими офицерами на станции Ладожской Кубанской области. По воспоминаниям очевидца казни, генерал Раддац держался мужественно, выказывая полное презрение к глумящейся толпе. Выполняя требование палачей, выводящих казнимых из товарных вагонов, в которых содержались заключённые офицеры, разделся до нижнего белья, твёрдым шагом, как на плацу, пошёл в открытое поле, где и был убит, так же, как и остальные казнимые, выстрелами в спину. После занятия станции белыми тело генерала Раддаца было найдено, опознано и перезахоронено.

## Награды
- Орден Святого Станислава 3-й ст. с мечами и бантом (ВП 23.11.1904)
- Орден Святой Анны 3-й ст. с мечами и бантом (1905)
- Орден Святого Станислава 2-й ст. с мечами (ВП 19.04.1910)
- Орден Святого Владимира 4-й ст. с мечами и бантом (ВП 19.04.1910)
- Орден Святого Владимира 3-й ст. с мечами (ВП 07.06.1915)
- Орден Святого Георгия 4-й ст. (ВП 07.01.1916)
- Георгиевское оружие (ВП 07.01.1916)
- Орден Святого Станислава 1-й ст. с мечами (ВП 10.06.1916)
- Орден Святой Анны 1-й ст. с мечами (ПАФ 04.03.1917)